# Gary Carter
Pour les articles homonymes, voir Carter.
Gary Edmund Carter (né le 8 avril 1954 à Culver City, en Californie, et mort le 16 février 2012 à Palm Beach Gardens, en Floride), surnommé Le Kid, est un joueur américain de la Ligue majeure de baseball, pour les Expos de Montréal, les Mets de New York, les Dodgers de Los Angeles puis les Giants de San Francisco.
Membre du Temple de la renommée du baseball, il est  considéré comme l'un des meilleurs receveurs de l'histoire du sport et le meilleur receveur de l'histoire des Expos de Montréal.

## Carrière

### Expos de Montréal
Né à Culver City en Californie, Gary Carter est repêché en troisième ronde par les Expos de Montréal en juin 1972, derrière le premier choix de l'équipe Bobby Goodman (un receveur qui n'atteindra jamais les majeures) et Ellis Valentine. Il fait partie avec Steve Rogers de l'alignement de la saison 1973 avec les Carnavals de Québec, un club-école des Expos.
Carter entame sa carrière dans les ligues majeures avec les Expos le 16 septembre 1974 et joue neuf parties en fin d'année pour le club montréalais.
Lors de sa première saison complète en 1975, il obtient une moyenne au baton de ,270 avec 17 coups de circuit et 68 points produits. Il est sélectionné pour le match des étoiles, honorant la première de ses 11 invitations à cette classique annuelle de mi-saison, et remporte le prix de la recrue de l'année du magazine The Sporting News. Il échappe toutefois le trophée de la recrue de l'année décerné par la Ligue nationale de baseball alors qu'il termine 2e au vote qui couronne le lanceur John Montefusco des Giants de San Francisco.
Carter aide les Expos à remporter en 1981 leur premier championnat de la division Est. Il frappe pour ,429 dans les séries éliminatoires. Il malmène les lanceurs des Phillies de Philadelphie avec 8 coups sûrs, dont 3 doubles et deux circuits, et 6 points produits en Série de divisions entre les deux équipes. Il ajoute 7 coups sûrs en 16 présences au bâton dans les 5 matchs de la Série de championnat, que les Expos perdent aux mains des Dodgers de Los Angeles.
Le 13 juillet 1982, Carter est le receveur partant de l'équipe de la Ligue nationale au match des étoiles, le seul présenté à Montréal, au Stade olympique, devant 59 057 spectateurs. Il accompagne une délégation de cinq joueurs des Expos, aux côtés de Steve Rogers, Andre Dawson, Tim Raines et Al Oliver. Du nombre, seul Oliver n'est pas de l'alignement partant de la Ligue nationale.
En 1984, il joue sa meilleure saison en termes de points produits (106, menant la ligue), moyenne au bâton (,294), total de buts (290) et parties jouées (159).

### Mets de New York

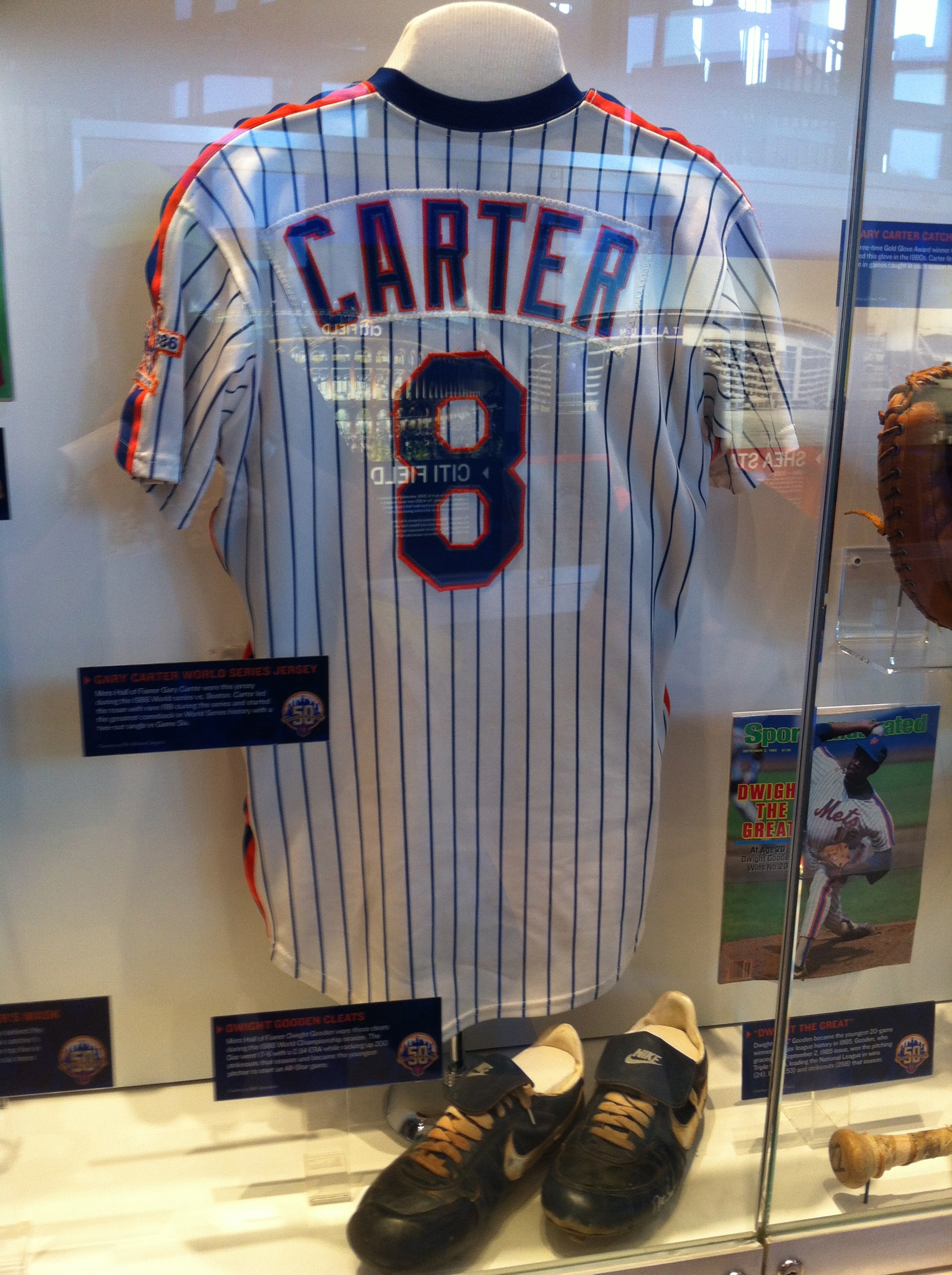
L'uniforme porté par Gary Carter avec les Mets au musée du Citi Field de New York.

Le 10 décembre 1984, les Expos échangent Carter aux Mets de New York en retour de l'arrêt-court Hubie Brooks, du lanceur Floyd Youmans, du receveur Mike Fitzgerald et du voltigeur Herm Winningham.
Avec les Mets, Carter maintient le cap et produit 32 coups de circuit et 100 points produits. En 1986, il frappe 24 circuits et produit 105 points. Il remporte la Série mondiale 1986 avec les Mets, qui triomphent des Red Sox de Boston.

### San Francisco et Los Angeles
Il commence à montrer des signes de déclin en 1987, saison où il frappe pour seulement 0,235. Il quitte les Mets après la saison de 1989, alors qu'il frappe pour seulement 0,183. Il joue ensuite pour les Giants (1990) et les Dodgers (1991).

### Dernière saison à Montréal
Carter revient faire ses adieux à Montréal pour sa dernière saison en 1992. Le 27 septembre au Stade olympique de Montréal contre les Cubs de Chicago, il frappe son dernier coup sûr en carrière : un double en 7e manche qui pousse Larry Walker au marbre et fait gagner les Expos 1-0. Il est immédiatement retiré du match et remplacé par Tim Laker, un coureur suppléant. Carter reçoit une ovation de la part des 41 802 spectateurs rassemblés au Stade Olympique. Il s'agit du dernier de ses 2092 coups sûrs dans les majeures, et son 1427e pour les Expos.

### Palmarès
Il termine sa carrière avec une moyenne de ,262, 324 coups de circuit et 1 225 points produits. Il a joué lors de 11 matchs des étoiles, dont celui de 1982 au Stade olympique de Montréal. Il est nommé meilleur joueur des matchs d'étoiles de 1981 au Cleveland Stadium et de 1984 au Candlestick Park de San Francisco.
Avec les Expos, Carter a reçu trois Gants dorés (1980, 1981 et 1982) comme meilleur receveur défensif de la Ligue nationale. Il remporte aussi 5 fois le Bâton d'argent du meilleur receveur offensif de la Nationale, les 3 premiers avec Montréal (1981, 1982, 1984) et les 2 suivants avec New York (1985, 1986).

### Temple de la renommée du baseball
En 2003, il devient membre du Temple de la renommée du baseball en tant que joueur des Expos. Ses partisans américains auraient souhaité le voir inscrit en tant que joueur des Mets. Il est le premier joueur intronisé à Cooperstown comme joueur des Expos et est rejoint quelques années plus tard par son ancien coéquipier Andre Dawson.

### Carrière d'instructeur
En 2006, il gère l'équipe des recrues des Mets, les Gulf Coast Mets dans les ligues mineures.

## Vie personnelle
En mai 2011, les journaux rapportent que l'ancien receveur des Expos de Montréal souffre de tumeurs au cerveau. Les tumeurs, décrites comme étant un glioblastome multiforme, sont inopérables. Carter se soumet à six semaines et demie de traitements de radiothérapie et à des traitements de chimiothérapie. Il meurt le 16 février 2012, à 57 ans, des suites de ce cancer.
Le Parc olympique de Montréal signifie dès le lendemain de sa mort son intention de baptiser un lieu du nom de Gary Carter afin d'honorer sa mémoire, si la famille du défunt appuie la démarche. Son site Internet affiche d'ailleurs un hommage à Carter. Un drapeau du Québec situé à l'entrée principale du Stade olympique de Montréal, rue Pierre-de-Coubertin, est aussi mis en berne,. À New York, l'Empire State Building est illuminé en bleu et orange, les couleurs de l'équipe des Mets, en hommage à Carter dans la soirée du 17 février,.
En 2013, la ville de Montréal renomme la rue Faillon O., située derrière le stade du parc Jarry où il a fait ses débuts, la rue Gary-Carter.

## Statistiques
| Statistiques de frappeur |            |            |      |      |      |      |     |    |     |      |    |    |     |     |       |       |       |
| Saison                   | Équipe     | Ligue      | G    | AB   | R    | H    | 2B  | 3B | HR  | RBI  | SB | CS | BB  | SO  | BA    | OBP   | SLG   |
| Totaux                   | 19 saisons | 19 saisons | 2296 | 7971 | 1025 | 2092 | 371 | 31 | 324 | 1225 | 39 | 42 | 848 | 997 | 0,262 | 0,335 | 0,439 |